# Guerra lombardo-gépida (567)
En el año 566, el rey lombardo Alboin concluyó un tratado con los ávaros de Panonia, a los que prometió las tierras de los gépidos si los vencían. Los gépidos fueron destruidos por los ávaros y los lombardos en el año 567. El rey gépido Cunimundo fue asesinado por el propio Alboin. Los ávaros (liderados por su khagan Bayan I) ocuparon posteriormente "Gepidia", formando el Jaganato ávaro. El emperador bizantino intervino y tomó el control de Sirmium (actual Sremska Mitrovica, Serbia), dando también refugio al líder gépido Usdibad, aunque el resto de Gepidia fue tomado por los ávaros. La fuerza militar de Gepidia se redujo considerablemente; según H. Schutz (2001) muchos de ellos se unieron a las filas lombardas, mientras que el resto se dirigió a Constantinopla (el Imperio bizantino). Según R. Collins (2010) los remanentes fueron absorbidos por los ávaros o los lombardos. Aunque las fuentes lombardas posteriores afirman que tuvieron un papel central en esta guerra, las fuentes bizantinas contemporáneas dejan claro que los ávaros tuvieron el papel principal. Los gépidas desaparecieron y los ávaros ocuparon su lugar como amenaza bizantina. A los lombardos no les gustaron sus nuevos vecinos y decidieron marcharse a Italia, formando el Reino de los Lombardos.
Según el escriba benedictino lombardo Pablo el Diácono (720s-799), la hija de Cunimundo Rosamunda, que fue tomada como rehén por los lombardos y tomada por Alboin como esposa, sufrió su crueldad. La obligó a beber del cráneo de su padre muerto (que llevaba al cinto), invitándola a "beber alegremente con su padre".

## Sources
- Collins, Roger (2010). Early Medieval Europe, 300-1000. Palgrave Macmillan. pp. 201-. ISBN 978-1-137-01428-3.
- Foulke, William Dudley (1907). History of the Lombards [Historia gentis Langobardorum]. Philadelphia.
- Schutz, Herbert (2001). Tools, Weapons and Ornaments: Germanic Material Culture in Pre-Carolingian Central Europe, 400-750. BRILL. pp. 81-. ISBN 90-04-12298-2.

- Datos: Q25303287